# Rinachbach
Der Rinachbach ist ein Nebenfluss der Mur und gehört damit zum Flusssystem der Donau. Er fließt durch die Ortschaft Ziegelofen und mündet in Sillweg in den Sillwegbach.